# Ángela Acuña Braun
Ángela Acuña Braun, född 1888, död 1983, var en costaricansk rösträttsaktivist. Hon spelade en ledande roll inom rörelsen för rösträtt för kvinnor i sitt land. 
Hon grundade 1923, tillsammans med ett antal andra kvinnor, Liga Feminista Costarricense 1923, en del av International League of Iberian and Hispanic-American Women. Hon blev föreningens ordförande och ledde sedan rösträttskampanjen, som fortsatte fram till införandet av rösträtten 1949.
Hon blev 1925 den första kvinnliga advokaten i Costa Rica och hela Centralamerika.  